# Stöckerhaus
Stöckerhaus ist ein Wohnplatz im Ortsteil Nudow der Gemeinde Nuthetal im Landkreis Potsdam-Mittelmark in Brandenburg.

## Lage
Der Wohnplatz liegt im westlichen Bereich der Gemarkung von Nudow. Er grenzt im an die weiteren Ortsteile Bergholz-Rehbrücke im Nordwesten, an Philippsthal im Norden sowie Saarmund im Südwesten. Der Wohnplatz ist über die Landstraße 77 erreichbar.

## Geschichte
Das Stöckerhaus erschien erstmals im Jahr 1743 als Familienhaus und lag seinerzeit noch außerhalb des Dorfes Nudow. Es bestand aus einem ehemaligen Forsthaus, das ein Bürger namens Peter Stöcker gekauft hatte. 1801 erschien erstmals die Bezeichnung Stöckerhaus, ebenso im Jahr 1840 als „Haus, zu Nudow gehörig“. Die Topographie der Untergerichte der Kurmark Brandenburg, und der dazu geschlagenen Landestheile aus dem Jahr 1837 verzeichnet eine Familie Meißner als Besitzer. Im Jahr 1858 lebten im Stöckerhaus sieben Personen. 1860 bestand auf dem Wohnplatz eine Windmühle mit einem Wohn- und zwei Wirtschaftsgebäuden. Im Jahr 1925 lebten dort lediglich noch zwei Personen. Die Mühle war mittlerweile nicht mehr vorhanden. Eine letzte Spur findet sich im Vollständigsten geographisch-topographisch-statistisches Orts-Lexikon von Deutschland aus dem Jahr 1868. Stöckerhaus wurde 1932 ein Wohnplatz der Gemeinde Nudow.